# Группа многогранника
Группа многогранника — группа симметрий  многогранника в  {\displaystyle n}-мерном евклидовом пространстве,
то есть группа всех движений пространства, переводящих многогранник в себя. Является частным случаем точечной группы симметрии.
Группа многогранника {\displaystyle P} обычно обозначается {\displaystyle SymP}.

## Связанные определения
- Многогранник P является правильным, если группа {\displaystyle SymP} транзитивно действует на множестве его «флагов», то есть наборов
{\displaystyle \Gamma _{0}\subset \Gamma _{1}\subset \dots \subset \Gamma _{n}=P}

где {\displaystyle \Gamma _{k}} есть {\displaystyle k}-мерная замкнутая грань {\displaystyle P}.

## Свойства
- Группа симметрий любого правильного многогранника порождается отражениями.